# Valerio Maccioni
Valerio Maccioni, född 1622, död 5 september 1676, var en sanmarinsk katolsk präst, titulärbiskop av Marocco o Marruecos och apostolisk vikarie för Apostoliska vikariatet i de nordiska missionerna.
Dessförinnan ansvarade Propaganda fide och Apostoliska nuntiaturen i Polen för katolska kyrkans mission i Sverige, inklusive för de katoliker som då vistades i landet.

## Biografi
Valerio Maccioni utnämndes bland annat 28 april 1667 till apostolisk vikarie för Apostoliska vikariatet i de nordiska missionerna, som varade fram till hans död 1696, efterträdd av danske Nicolaus Steno.